# 清华科技园
清华科技园（Tsinghua Science Park，TusPark）為清華大學的大学科技园，建立於1994年，園區位于中国北京市海淀区中关村科技园区的核心地带，坐落在清华大学东门。北京四环路外，北京地鐵五道口站附近，交通条件便利。

## 歷史
在台灣開放三通後，前國立清華大學校長徐贤修至中華人民共和國北京清華大學訪問多次，由清華大學校長助理榮泳霖負責接待，他向清華大學校長王大中與榮泳霖提出科技園的構想，以台灣新竹科學園區作為範本。1993年，由榮泳霖負責推動，於1994年建成。

## 建築

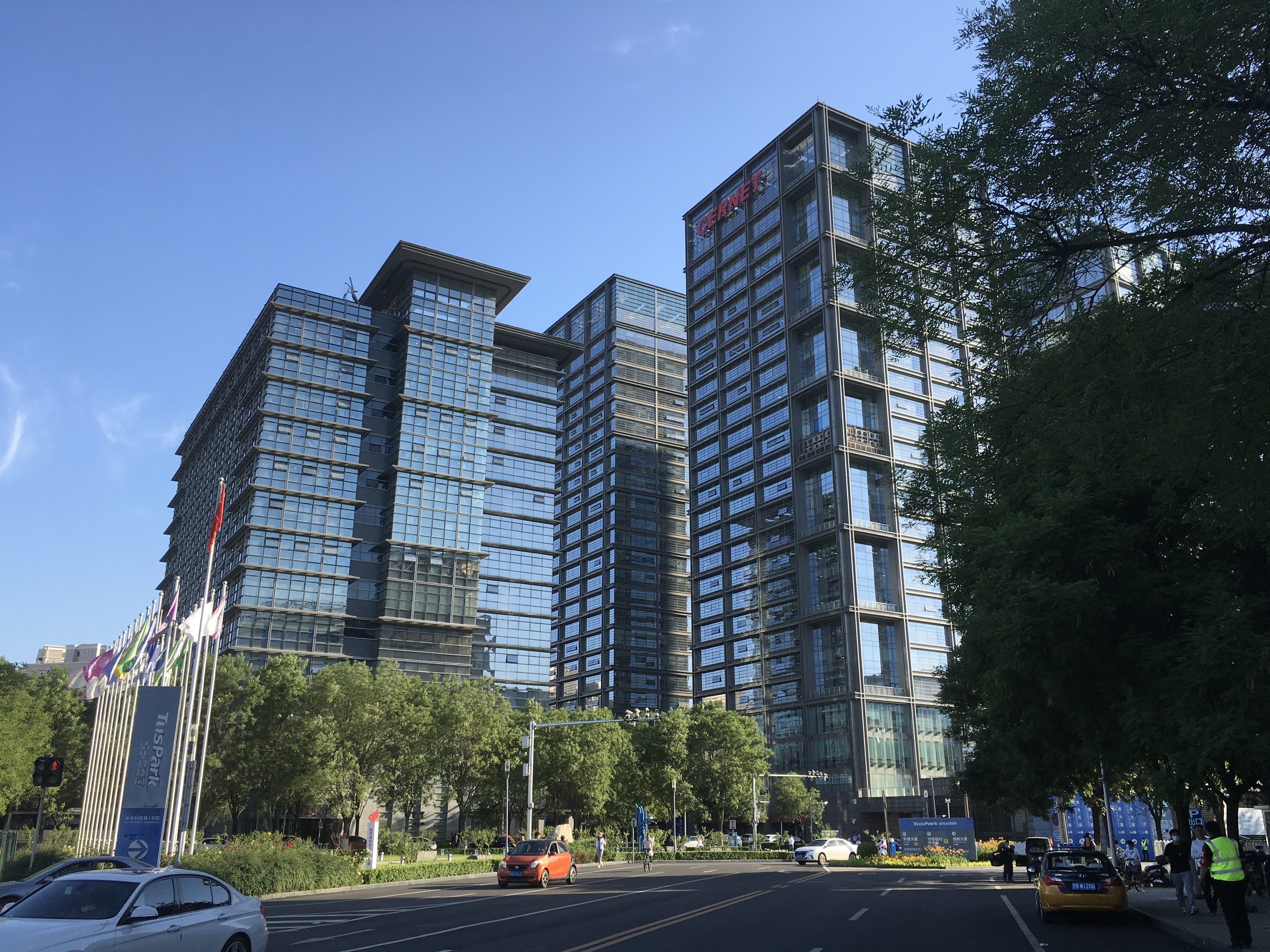
科技園門口

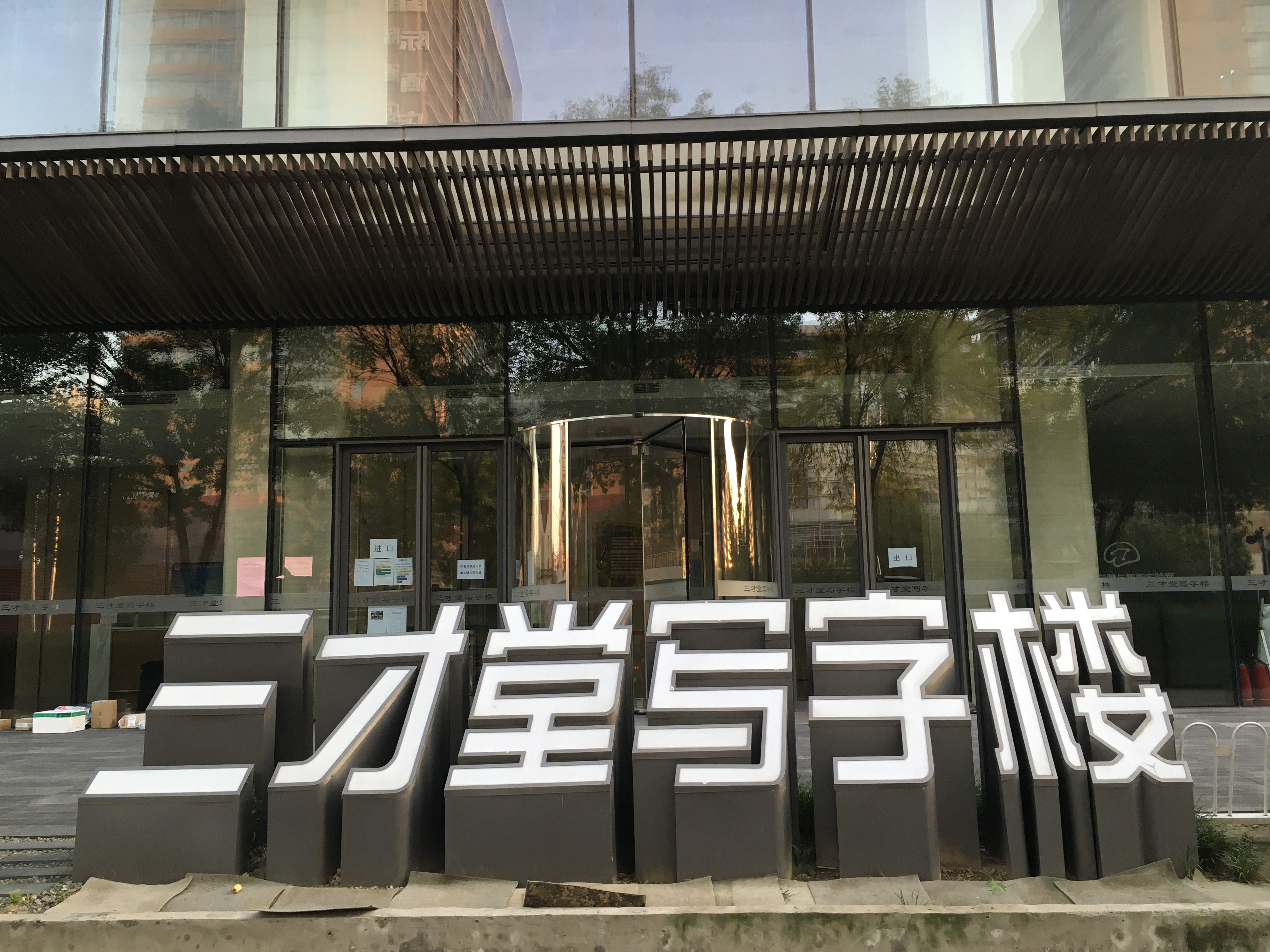
三才堂寫字樓

这里聚集了众多中国著名的大学科研机构和研究所。建筑主要有紫光大厦、华业大厦、学研大厦、创业大厦、创新大厦、立业大厦等，現由启迪科技园运营管理有限公司管理。

## 入住企業
清华科技园入住了大量企业，比如Google中国研究院，甲骨文中国工程院、宝洁、MSN、搜狐、网易、博客网、紫光集團、清华同方等著名企业。